# Dean Smith (Politiker)

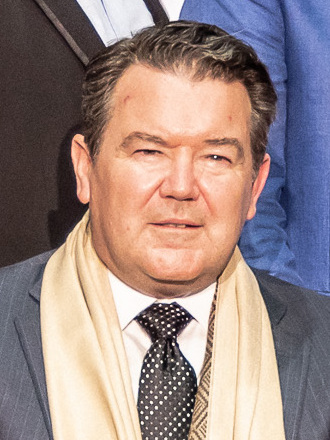
Dean Smith, 2022

Dean Smith (* 15. Mai 1969 in Perth) ist ein australischer Politiker der Liberal Party of Australia.

## Leben
Smith studierte an der University of Western Australia.  Als politischer Berater war er für den Premierminister von Western Australia Richard Court tätig. 1998 unterstützte er im Wahlkampf den australischen Premierminister John Howard als politischer Berater. 2010 gründete er das Beratungsunternehmen Smith & Duda Consulting. Seit 2. Mai 2012 ist Smith Senator im Australischen Senat.